# Goulburn
Goulburn es una ciudad con aires provinciales que se encuentra situada en la altiplanicie meridional australiana en el estado de Nueva Gales del Sur, Australia. La ciudad está localizada 190 km al suroeste de Sídney en la autopista Hume y se encuentra 690 metros sobre el nivel del mar. Goulburn tiene una población de aproximadamente de 25000 habitantes. Goulburn está considerada por sus habitantes como la "Primera Ciudad Interior de Australia", tanto porque fue la primera ciudad que se levantó en el interior de Australia, tanto porque es la ciudad no costera más grande. James Mehhan le puso el nombre de Goulburn a la ciudad en honor de Henry Goulburn, el Secretario de Estado para la Guerra y las Colonias, y ese nombre fue ratificado por el gobernador Lachlan Macquarie.  El nombre aborigen para Goulburn es Burbong que es la palabra indígena que indica un área cultural indígena especial.
Goulburn es cabeza de diócesis, nudo ferroviario y centro de servicios en el área circundante para la industria ovejera. Además Goulburn es parada natural para los viajeros que circulan por la autopista Hume.   Goulburn fue circunvalada en 1992 y su  singular calle principal es ahora más tranquila, con menos tráfico, pero aún se puede ver mucha actividad durante las compras del sábado por la mañana.  Tiene un parque central agradable y muchos edificios históricos, incluyendo antiguas casas cerca de la estación de ferrocarril en la calle Sloane y dos catedrales construidas en el siglo XIX.
Goulburn está sufriendo más que otras ciudades la pertinaz sequía que actualmente sufre Australia. La última lluvia significativa ocurrió en noviembre de 2004, los depósitos de agua que abastecen la ciudad estuvieron completos por última vez en el año 2000, Goulburn se convertirá pronto en la primera ciudad australiana en la que se usará agua reciclada.

## Geografía

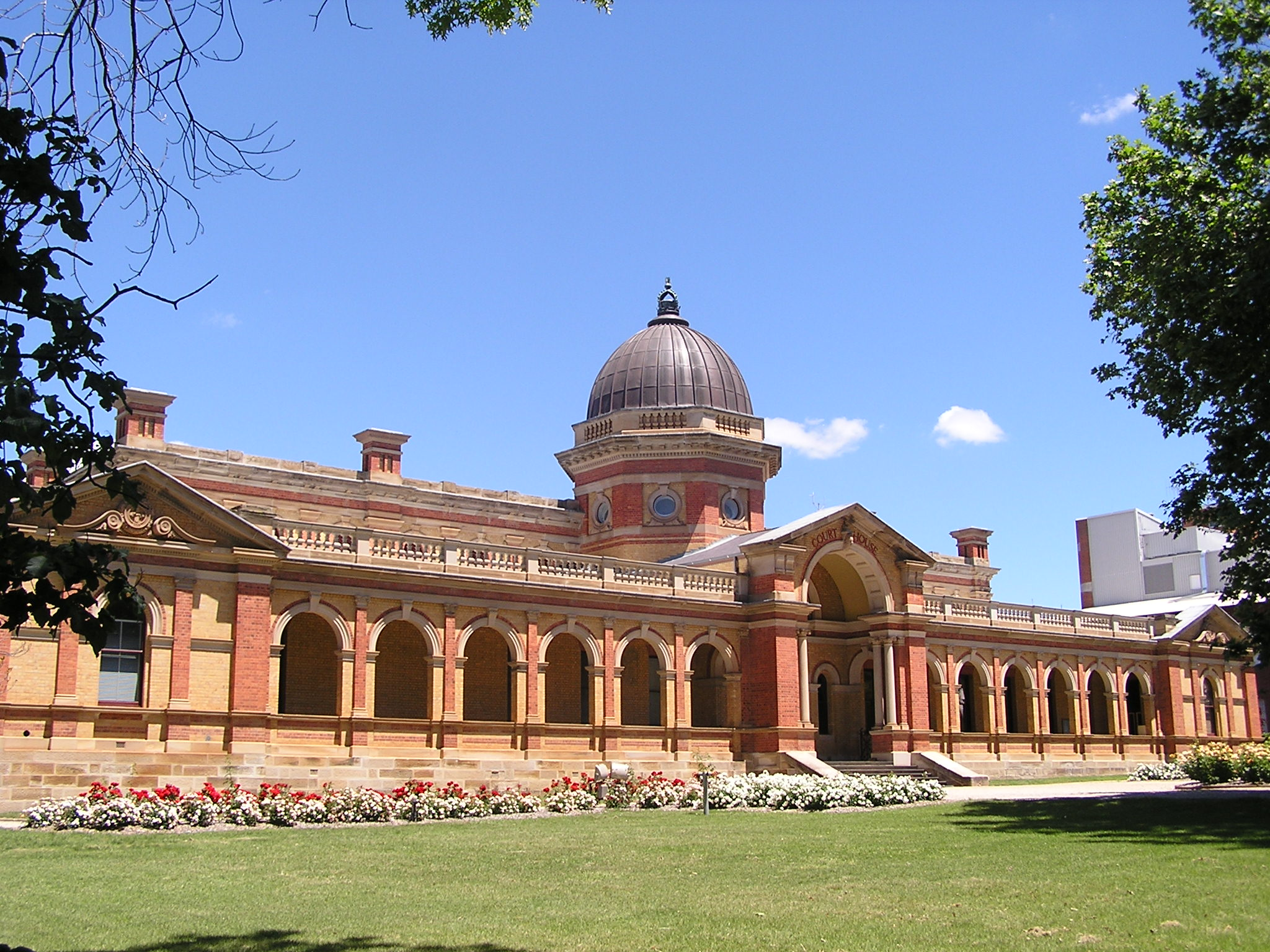
Juzgado construido en 1887.

La ciudad está situada a la vera de la autopista Hume en el sur de Nueva Gales del Sur entre Mittagong y Yass.  Goulburn se encuentra a una hora de camino (en coche) de Canberra.  La autopista Hume atravesaba la ciudad en el pasado pero se trazó una circunvalación que ha mejorado significativamente el acceso de turistas.

## Historia
Goulburn forma parte de tierra tradicional del pueblo Gandangara.
El gobierno británico proclamó la propiedad de Nueva Gales del Sur en 1788, todas las tierras pasaron a ser propiedad de la Corona.  El gobierno colonial proporcionó tierras a colonos para como Hamilton Hume en la zona de Goulburn alrededor de 1820, sin importar a este gobierno el bienestar de los habitantes originales (los aborígenes).
Este proceso de colonización desplazó a los habitantes indígenas, se les arrebataron los lugares en los que habían estado habitando miles de años. La introducción de ganado exótico por parte de los colonos destruyó una gran parte del abastecimiento de alimento e los aborígenes.  La disminución del alimento y la introducción accidental de enfermedades foráneas redujo sensiblemente la población indígena.  Algunos aborígenes locales sobrevivieron en Tawonga una localidad aborigen establecida bajo la supervisión de la policía de Tarago y allí no hay ningún registro de conflicto durante ese periodo. En los años 30 el pozo de la localidad se secó y el pueblo Aborigen tuvo que desplazarse aunque algún tiempo después una parte de la población volvió a Tawonga.
El primer colono registrado en el área de Goulburn data del año 1825, se sitúo en lo que hoy es la academia de policía. Goulburn se consideró como pueblo en 1828, aunque se trasladó a su situación actual por medio del topógrafo Hoddle en 1833.
George Johnson compró las primeras tierras en el área entre 1839 y 1842 y se convirtió en una figura central del desarrollo de la ciudad. Él estableció un almacén con una licencia para venta de bebidas alcohólicas en 1848. Antes de 1841 Goulburn tenía una población de unas 1200 personas -un palacio de justicia, cuarteles, iglesias, un hospital y oficina de correos. Además era el centro de toda la actividad agropecuaria de la zona.

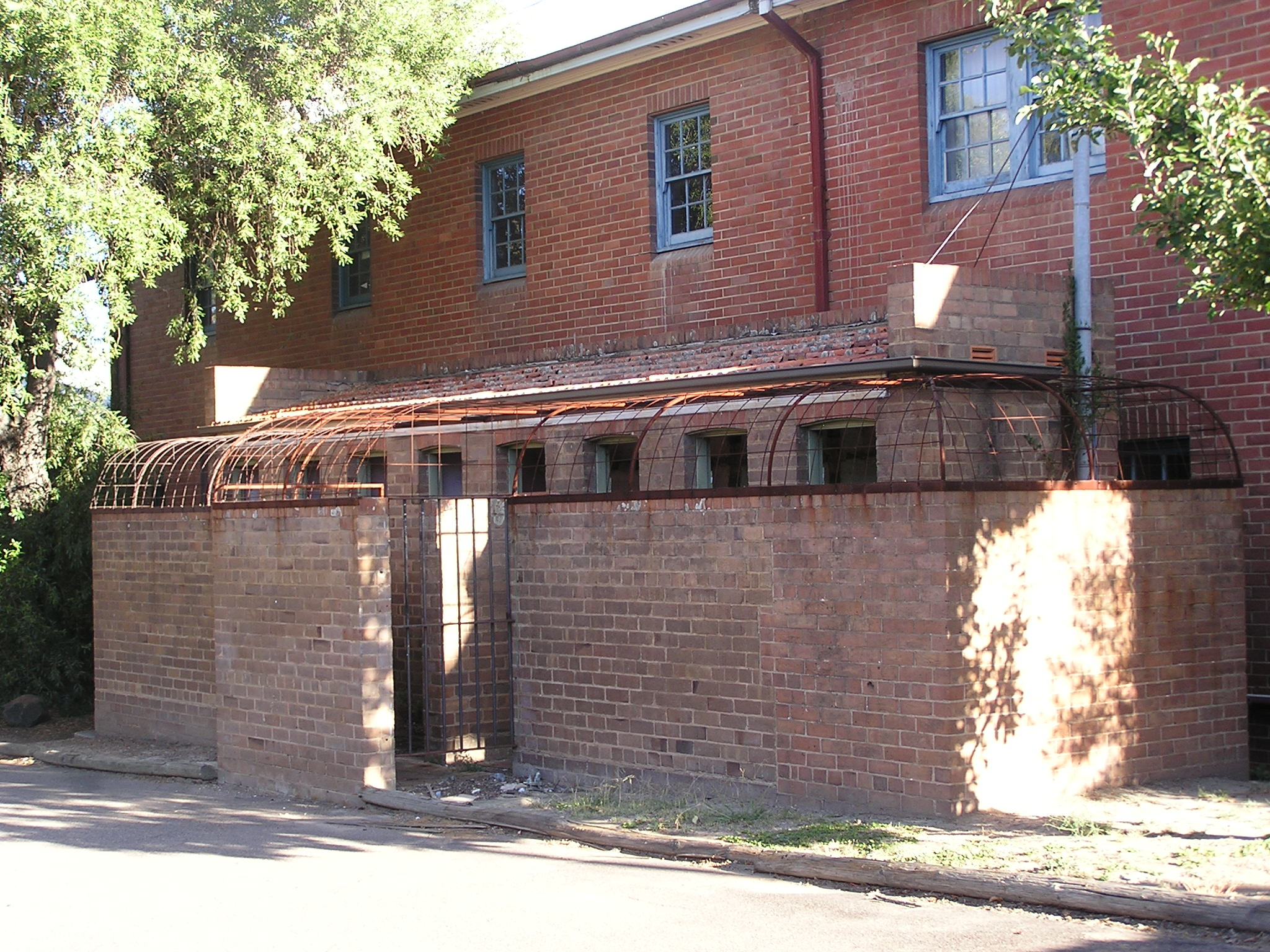
Los servicios de Santa Brígida.

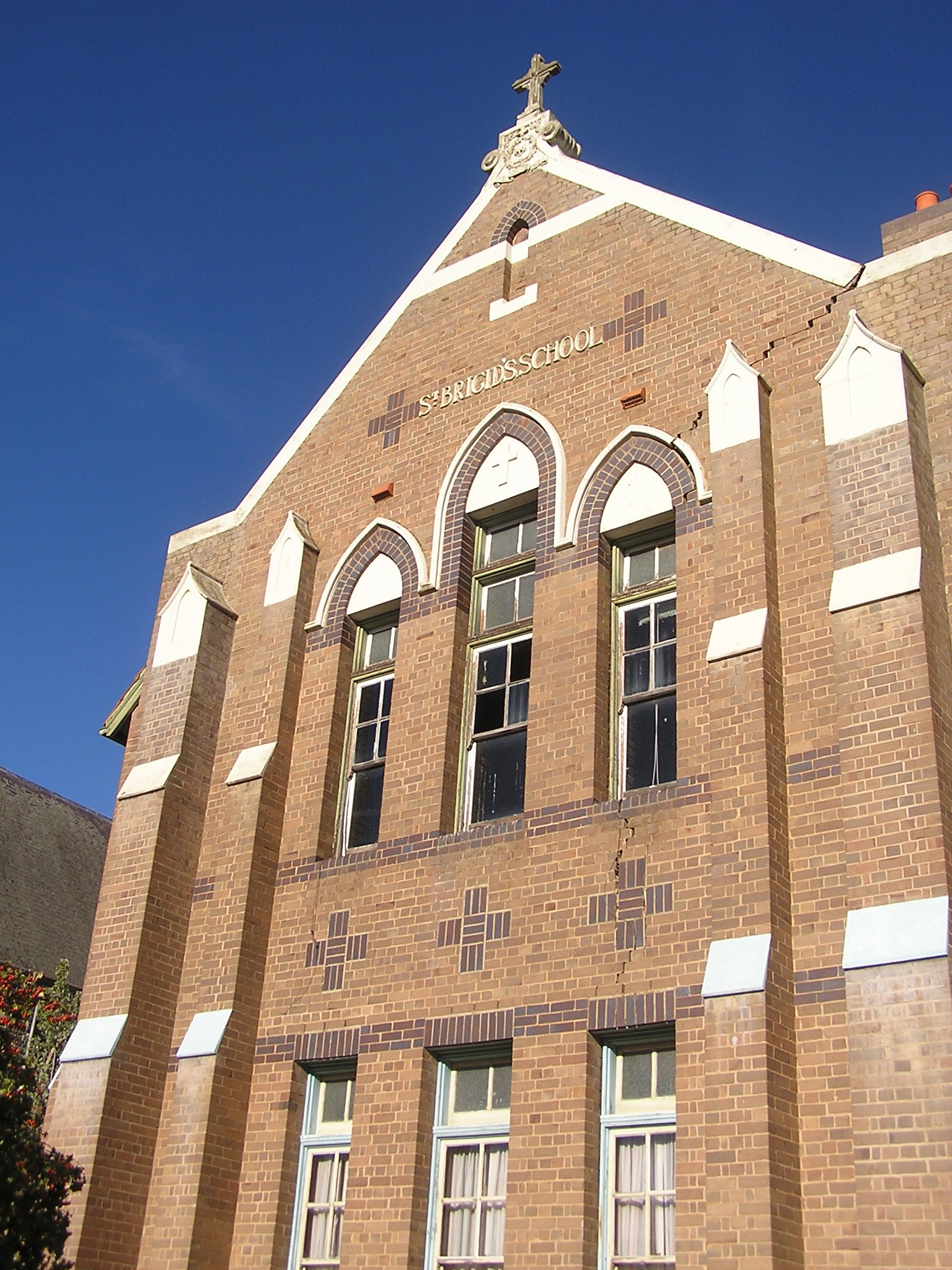
Escuela de Santa Brigida, Goulburn, ahora cerrada; escenario de la huelga en la educación de 1962.

Se inauguró una oficina telegráfica en 1862, por aquel entonces la población había aumentado a unos 1500 vecinos, el pueblo cuenta en esos momentos con una herrería, dos hoteles, dos almacenes y varias granjas. Golburn tenía una casa de postas de la compañía Cobb & Co en 1855. Una comisaría se abrió en 1858. Goulburn fue proclamado como pueblo con gobierno municipal en 1859. 
Una misiva real de la Reina Victoria de Gran Bretaña del 14 de marzo de 1863 estableció la diócesis de Goulburn (de la Iglesia de Inglaterra), dando a Goulburn estado de ciudad y haciéndola la primera ciudad interior (los asentamientos en Australia comenzaron lógicamente en la costa). Con este cambio de estado la iglesia del Salvador se convirtió en Catedral.
El ferrocarril llegó a la ciudad en 1869, fue inaugurado el 27 de mayo por el gobernado de Nueva Gales del Sur Somerset Lowry-Corry, 4.º Conde de Belmore (este evento está conmemorado por el parque Belmont en el centro de la ciudad, el término de la línea entre Sídney y Albury en 1893 favoreció grandemente la ciudad. Más tarde se construyeron ramales a Cooma (en 1889) y más tarde se extendieron a Nimmitabel y a Bombala, Crookwell y Taralga. Goulburn se convierte en centro ferroviario con facilidades para las máquinas de vapor y una fábrica de construcción de componentes en hormigón para señales y estaciones de tren.
Goulburn es cabeza de diócesis, La Catedral del Salvador diseñada por Edmund Blacket se terminó en 1884 la torre es un añadido de 1998 para conmemorar el Bicentenario de Australia. Aunque la catedral se completó en 1884, existen enterraminetos anteriores en el campo santo adyacente a la catedral. El Salvador es la cabeza de la diócesis de Goulburn y Canberra. La sede de la diócesis católica es la iglesia de San Pedro y San Pablo.
En 1962, Goulburn fue el foco de la lucha por las ayudas del estado a las escuelas privadas. Se proclamó una huelga en la educación  en respuesta a la demanda de instalación de tres baños en una escuela primaria católica, en Santa Brígida. La comunidad local clausuró todas las escuelas primarias católicas y enviaron a los alumnos a las escuelas públicas. La Iglesia Católica declaró que no tenía suficiente dinero para la construcción de los baños demandados. Cerca de 1000 escolares tuvieron que ser inscritos en las escuelas públicas pero estas fueron incapaces de acoger tal cantidad de alumnado. La huelga sólo duró una semana pero generó un debate nacional.

## Edificios de Goulburn
Como el mayor de los asentamientos meridionales de Nueva Gales del Sur, Goulburn se convirtió en el centro administrativo de la región y fue la localización para los más importantes edificios del distrito.
Mientras que el primer plan urbanístico del pueblo fue trazado por el asistente de topógrafo Dixon en 1828, la zona se trasladó cuando fue objeto de inundaciones.  El plan urbanístico trazado por el topógrafo Hoddle fue hecho en 1833.
La primera cárcel fue construida en 1830.
En 1832 comenzó el servicio postal en Goulburn, cuatro años después de este fuese adoptado en Nueva Gales del Sur.
El segundo juzgado de Goulburn fue erigido en 1847, fue diseñado por Mortimer Lewis, el arquitecto del gobierno colonial de Nuevo Gales del Sur.

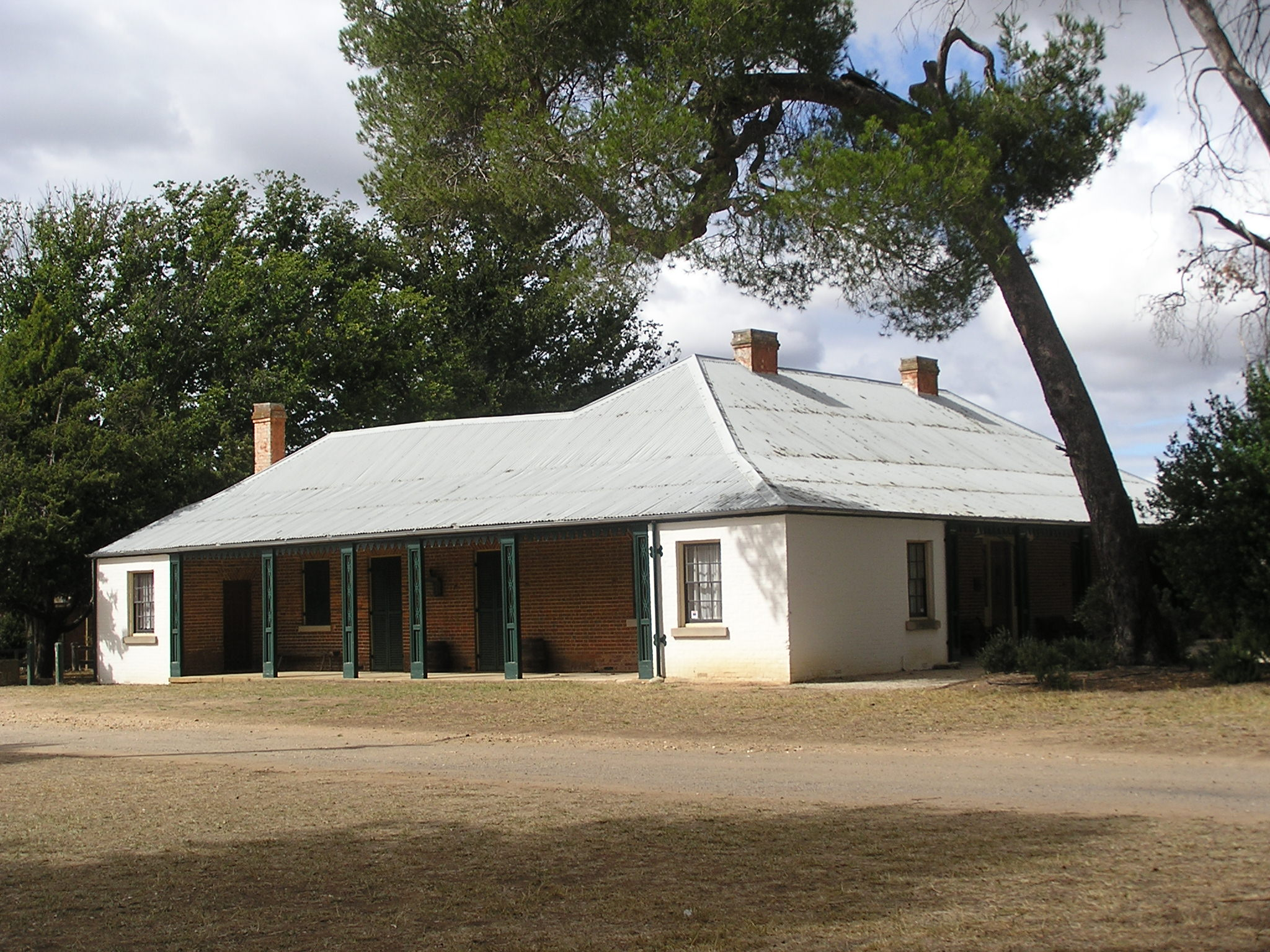
'Riversdale' Una residencia construida alrededor de 1840
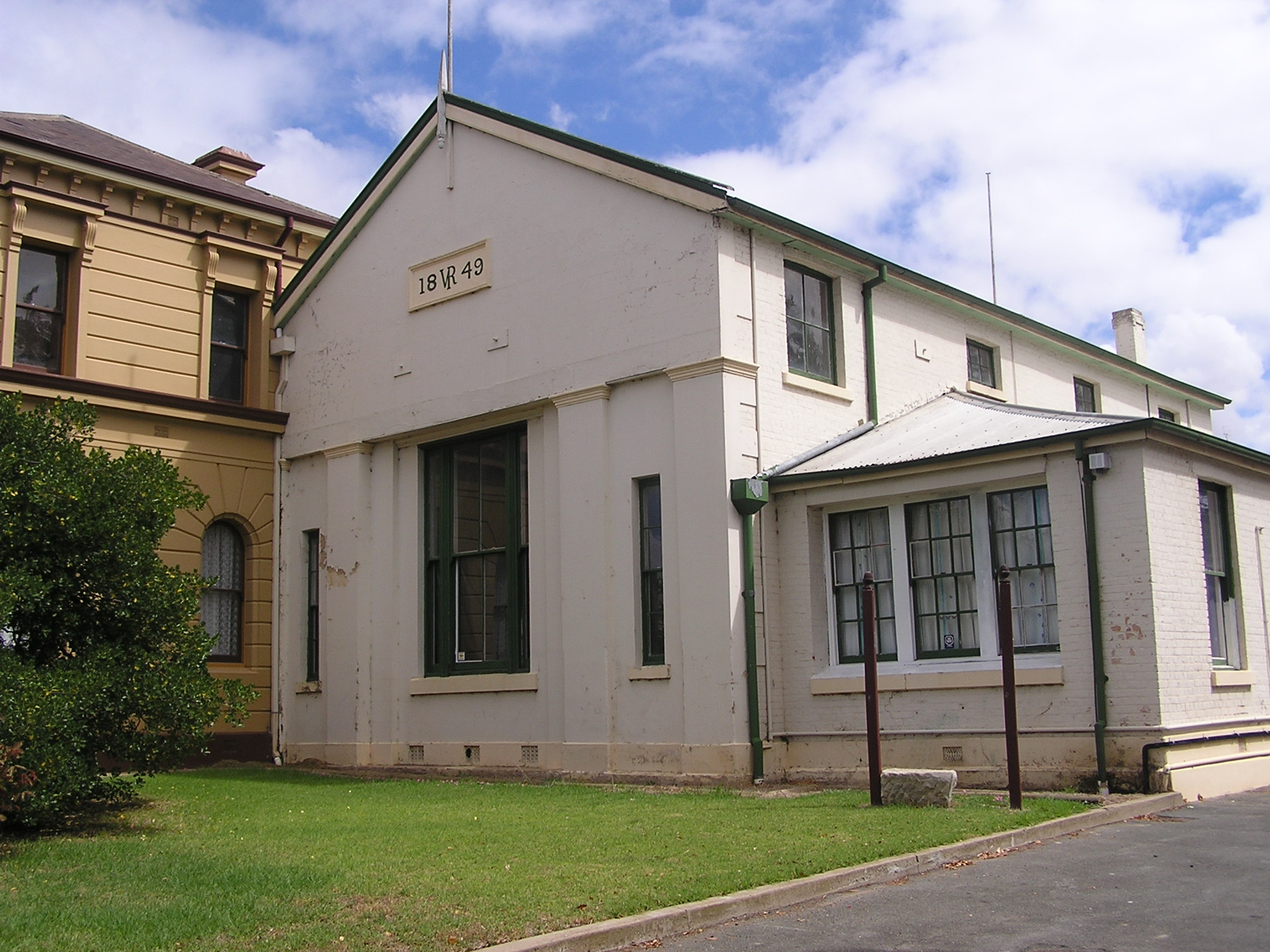
Segundo palacio de justicia de Goulburn diseñado por Mortimer Lewis que operó entre 1849-85
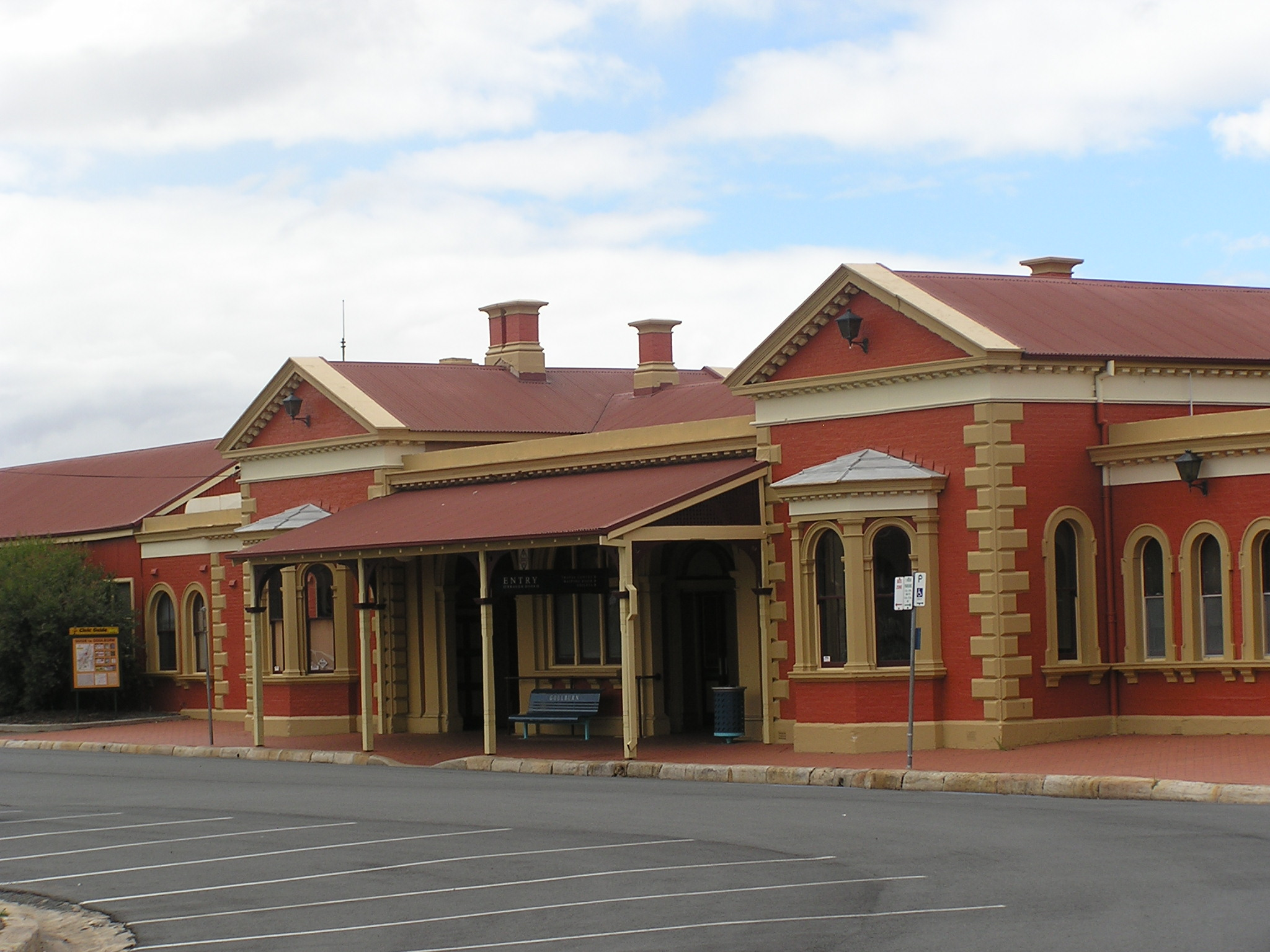
Estación de tren de Goulburn inaugurada en 1869

James Barnet, arquitecto colonial de 1862 a 1890 construyó un buen número de edificios en Goulburn.  Entre ellos está incluido la penitenciaría Gaol abierta en 1884, un segundo palacio de justicia inaugurado en 1887, y una oficina de correos en 1881.

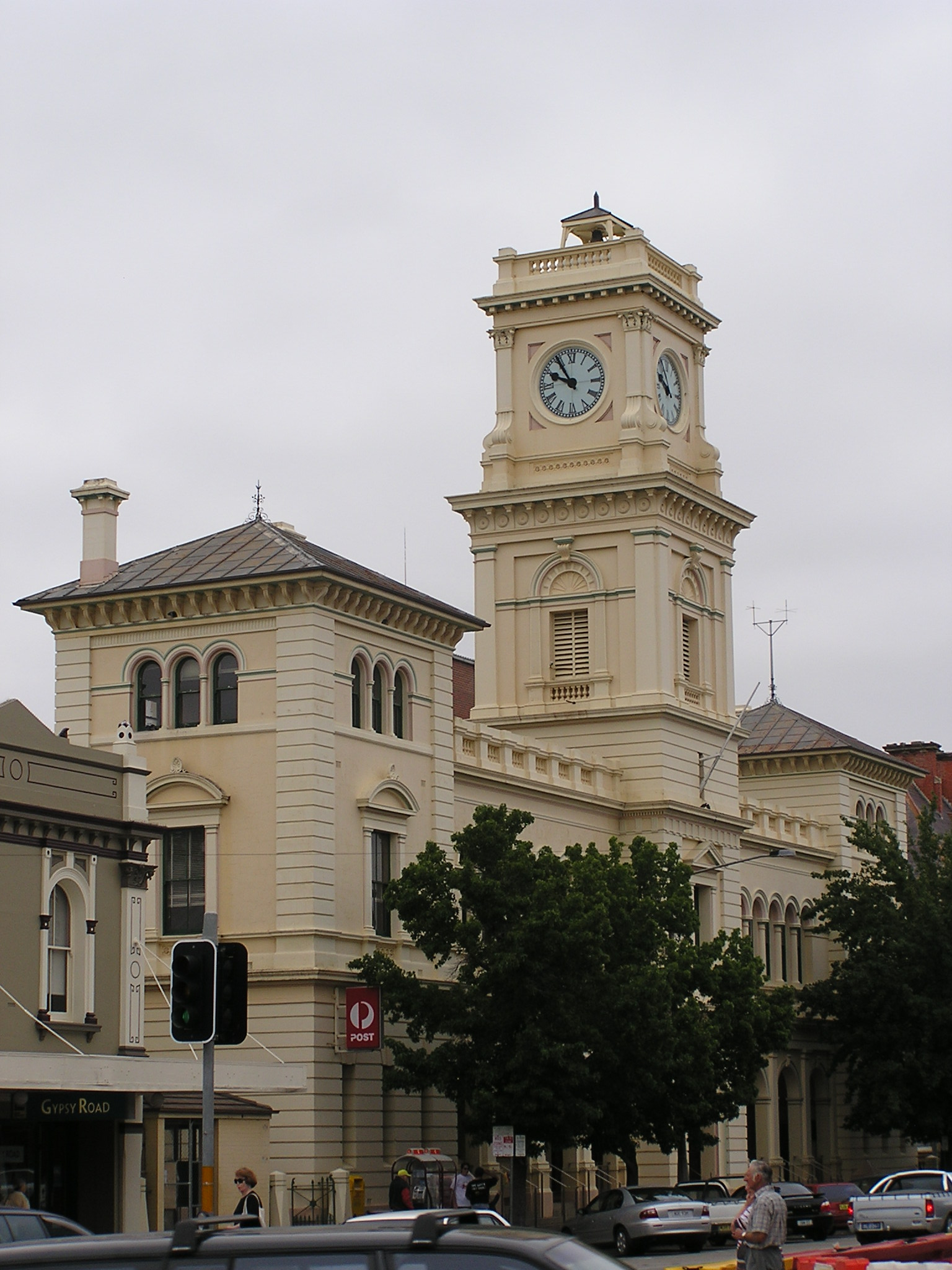
Goulburn Oficina de correos,  James Barnet 1880/81
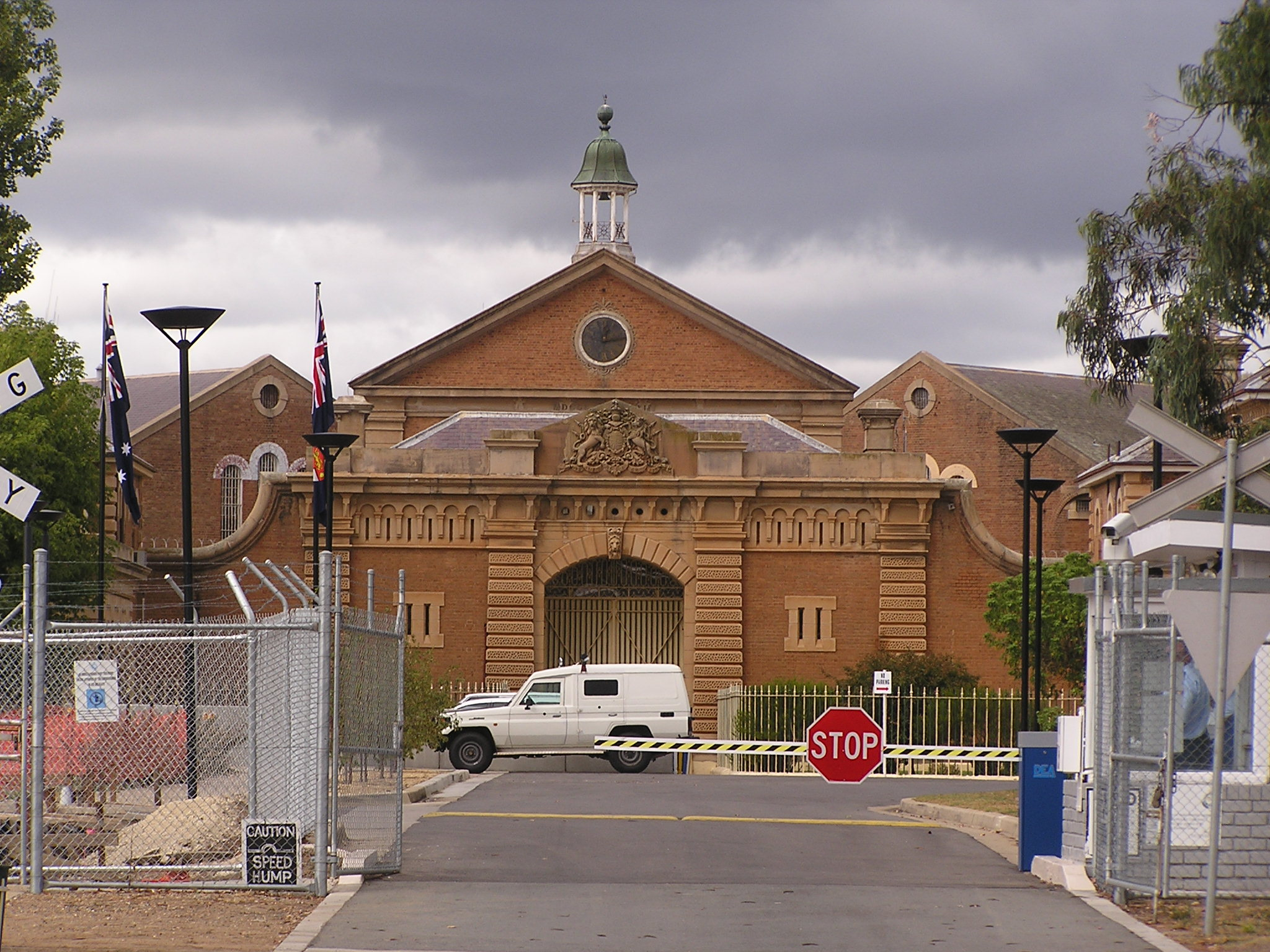
Goulburn Gaol - Edificios principales de Gaol, James Barnet 1884
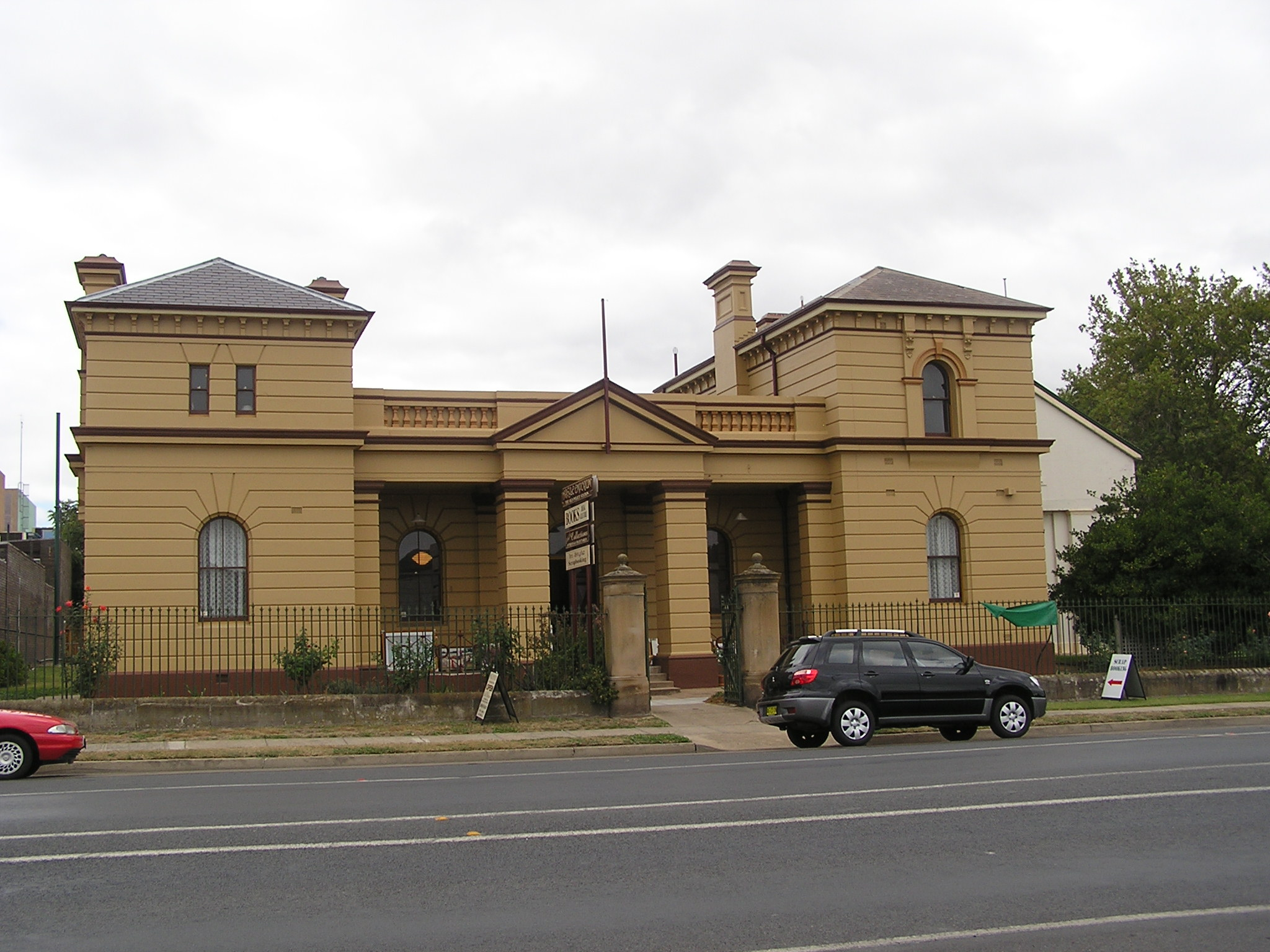
Antigua comisaría de la calle Sloane, diseñada por Barnett y abierta en 1885
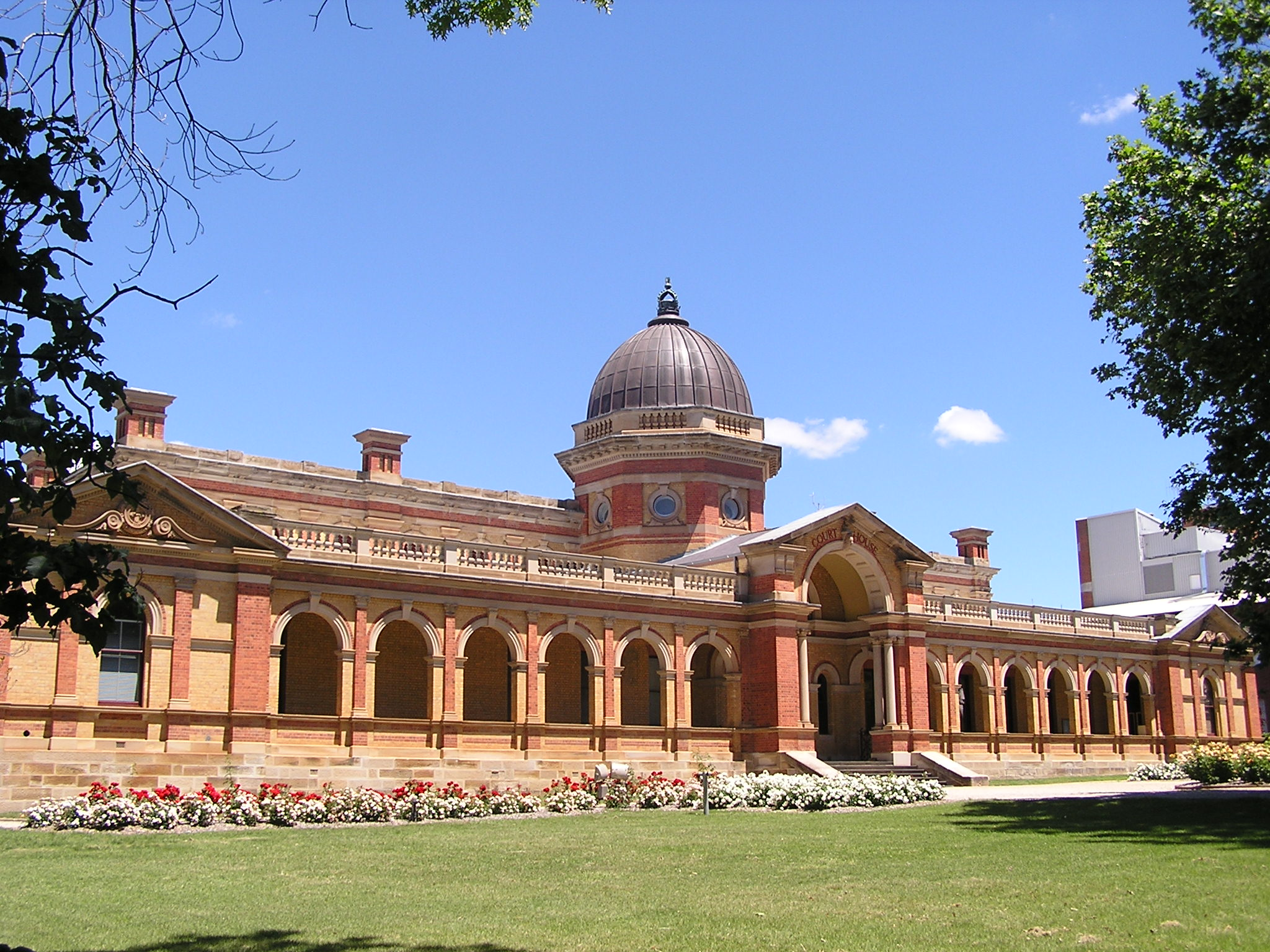
Juzgado ; en estilo italiano diseñado proyectado por Barnet; abierto en 1887

El sucesor de Barnett fue Walter Liberty Vernon. Vernon fue el responsable de la construcción del primero de los edificios del Hospital Kenmore que fue inaugurado en 1894. La Catedral Anglicana del Salvador fue proyectada por Edmund Blacket. La catedral se comenzó a construir en 1874 y finalmente fue consagrada en el 1916. Se añadió una torre en 1988.

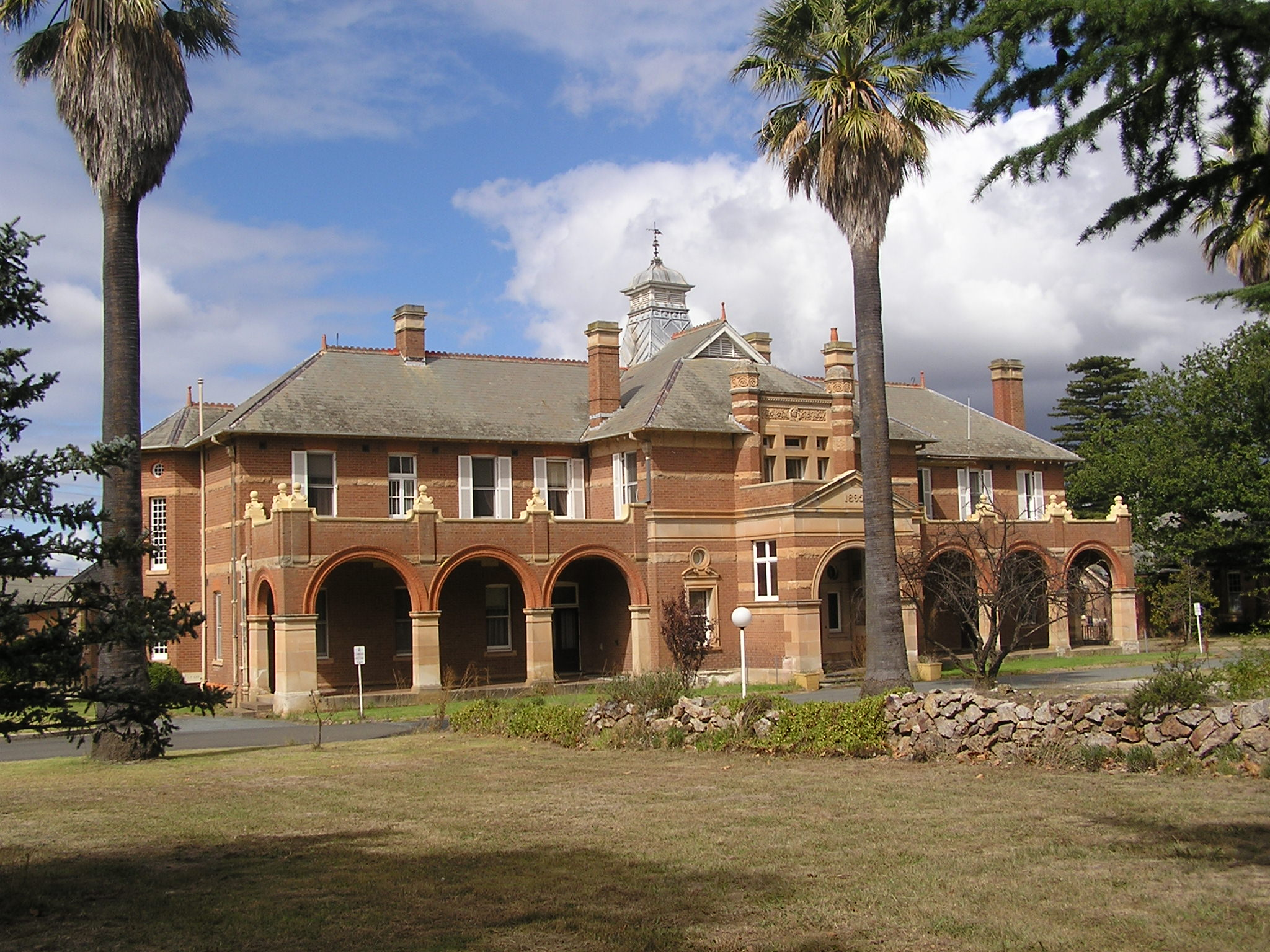
Hospital Kenmore, Walter Liberty Vernon
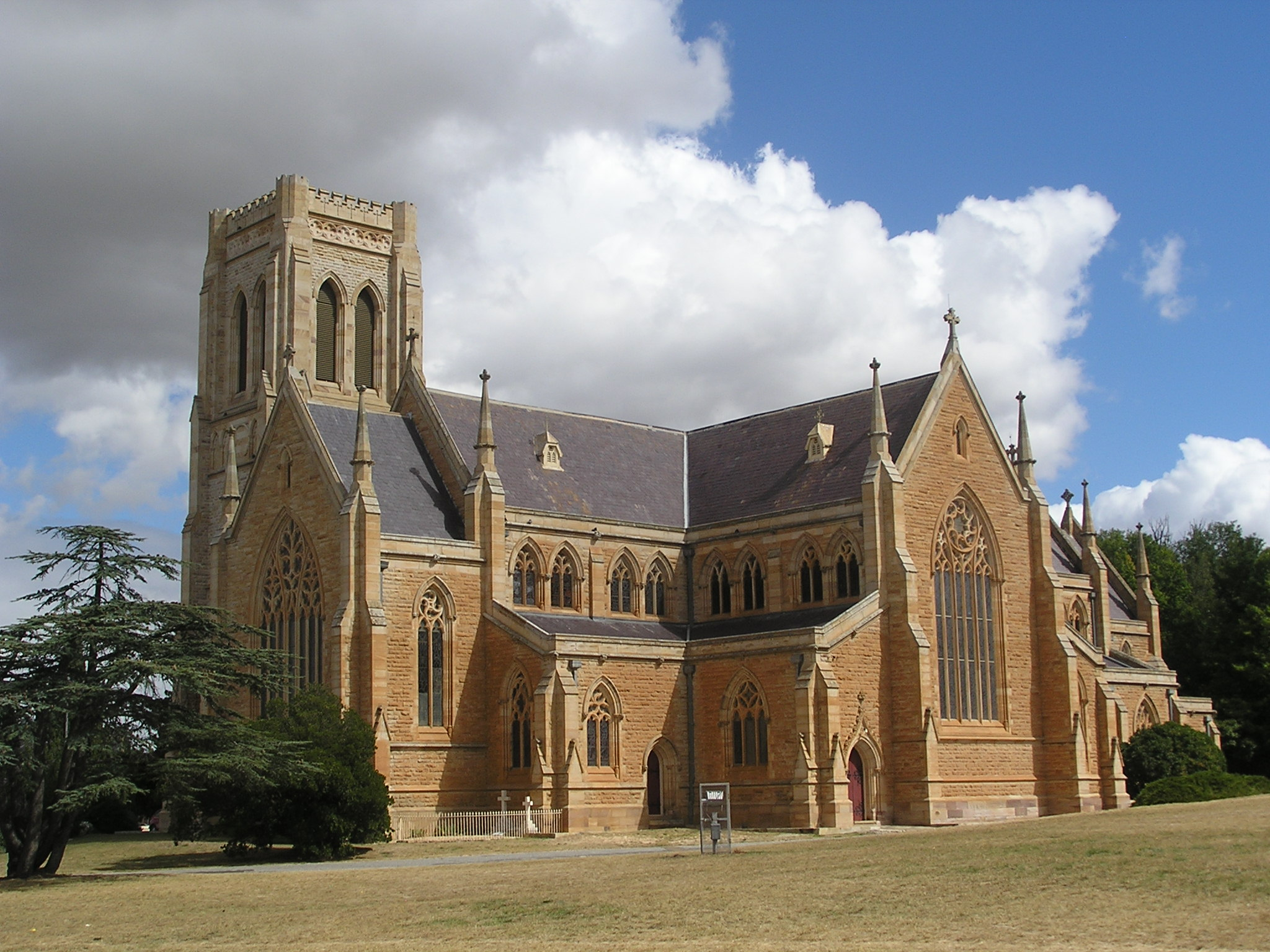
Catedral de El Salvador
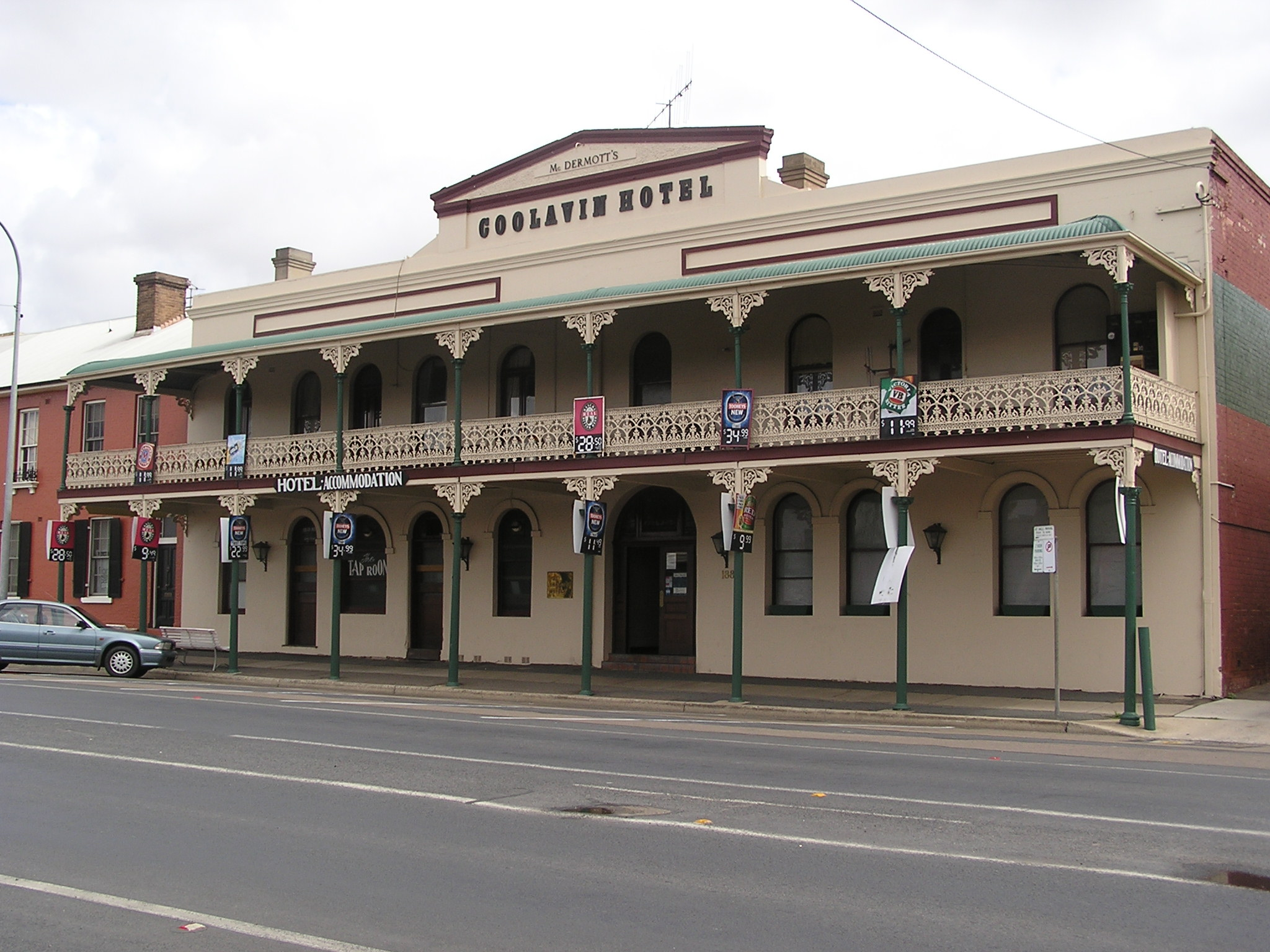
El Hotel Coolavin en la calle Sloane

E C Manfred fue un destacado arquitecto local responsable de alguno de los principales edificios de la ciudad, incluyendo la primera piscina pública de la comunidad abierta en 1892; El antiguo ayuntamiento construido en 1888; El hospital Goulburn Base Hospital proyectado en 1886; la antigua estación de bomberos construida en 1890; el Templo Masónico de 1928.

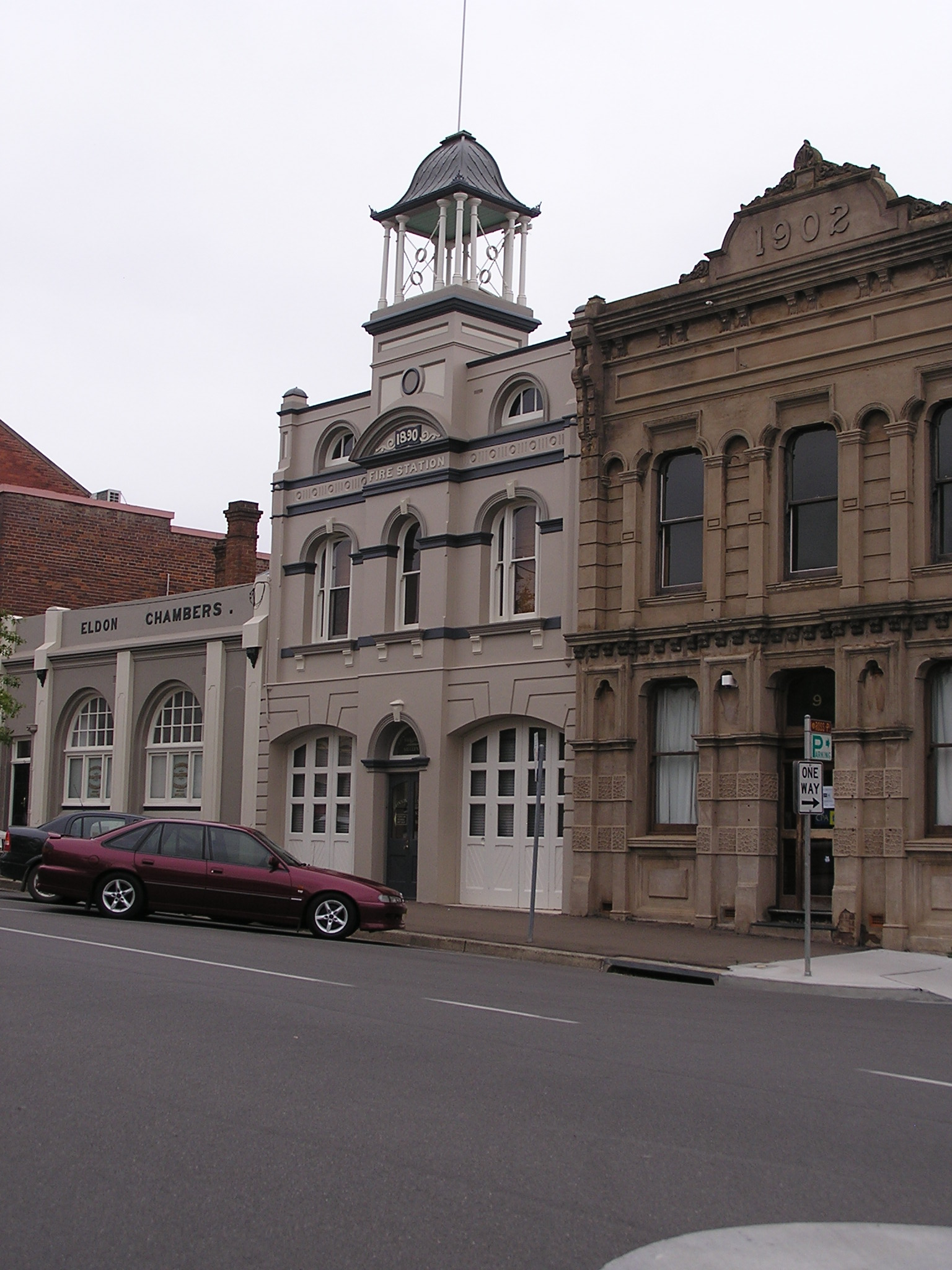
Primera estación de bomberos de Goulburn, EC Manfred
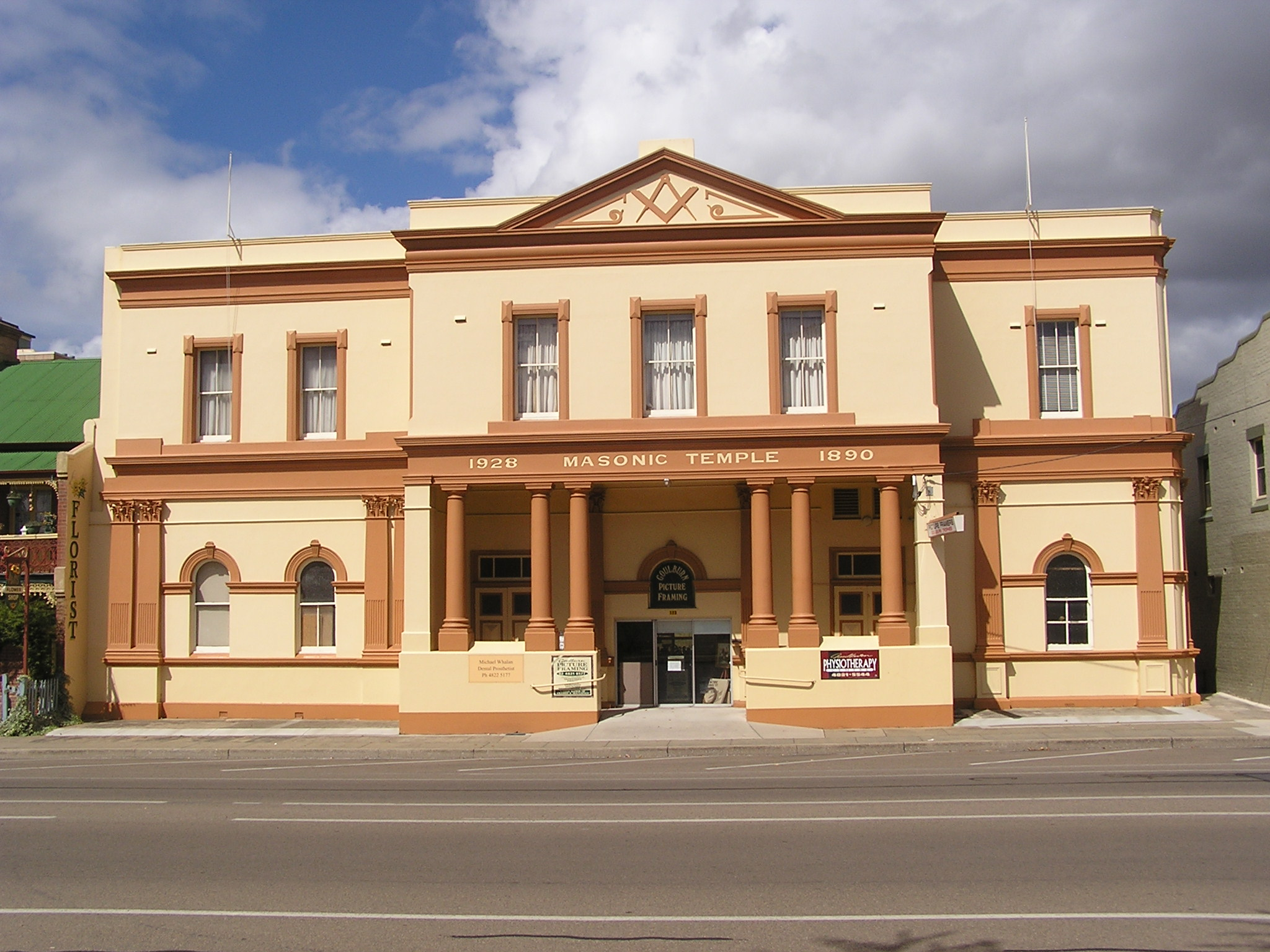
Yemplo masónico, EC Manfred.
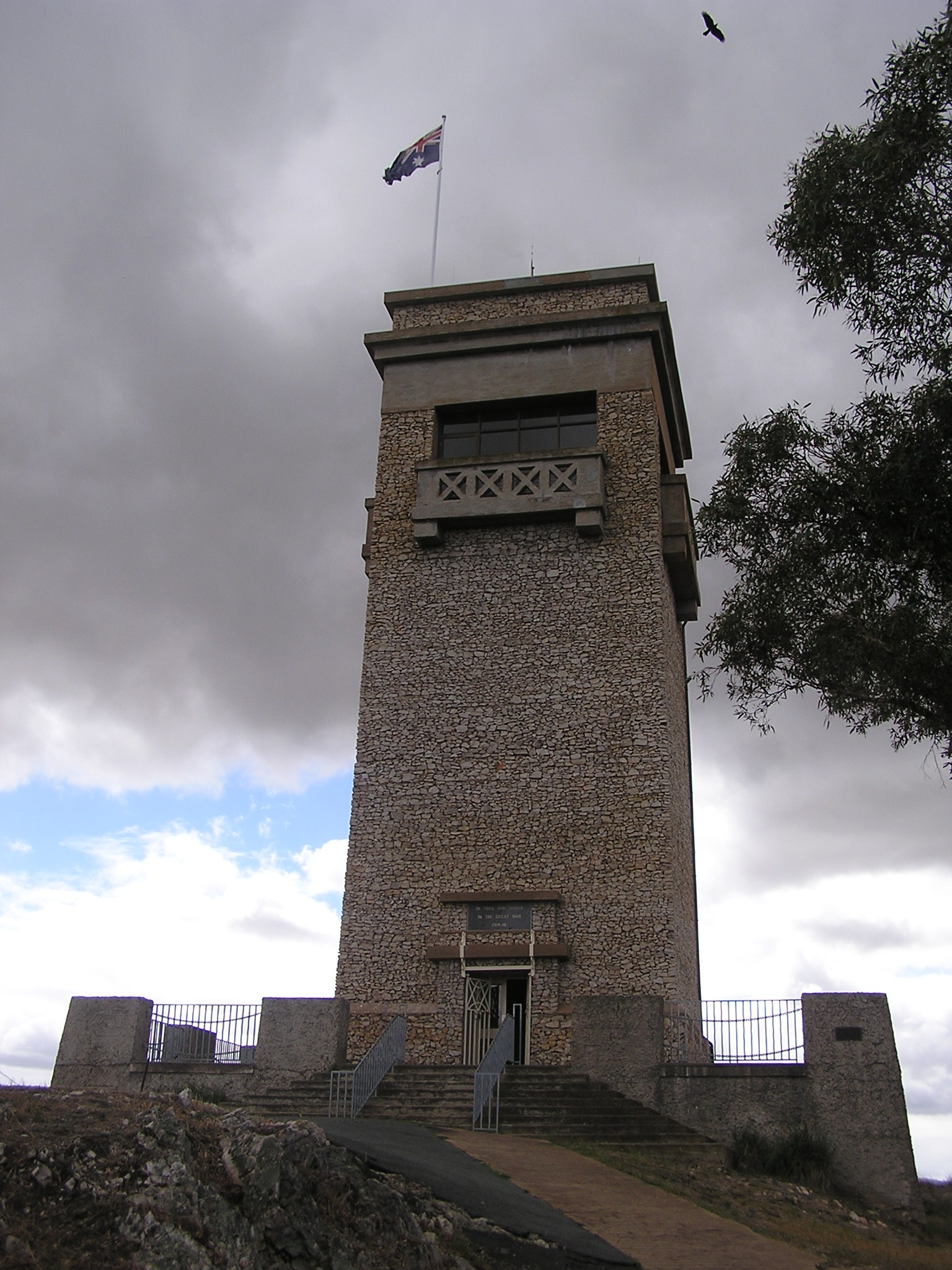
Memorial de la 1ª Guerra Mundial, 1925
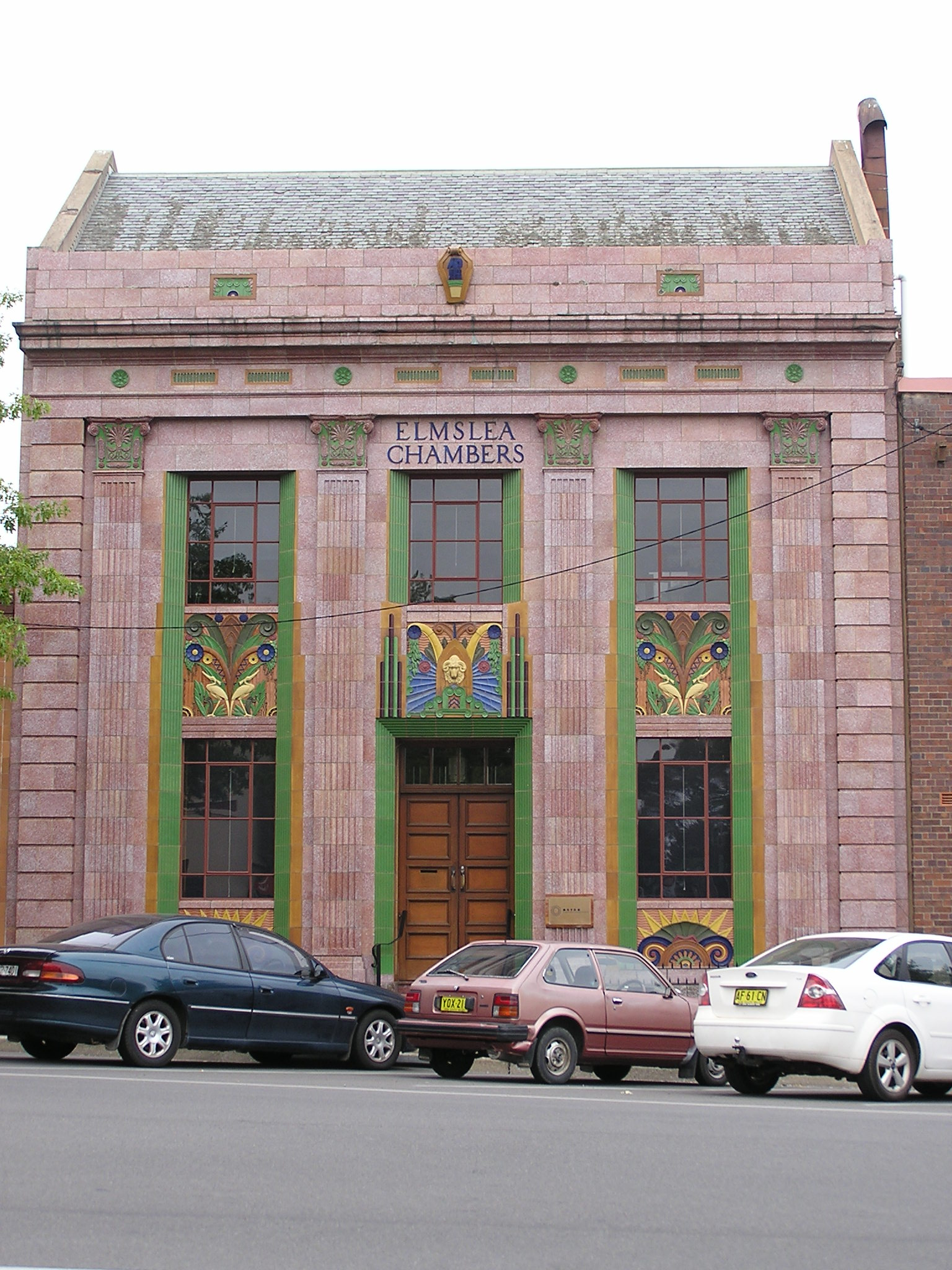
Cámara Elmslea construida en 1933

### Seminario católico de la Santa Cruz
Hacía al sur a unos 20 km del núcleo urbano se encuentra el Seminario de la Santa Cruz (en inglés: Holy Cross Seminary) perteneciente a la Fraternidad San Pío X.

### Gaol
Goulburn es la sede del Centro Correccional de Goulburn, más conocida como el Gaol de Goulburn. Es una prisión de máxima seguridad para hombres y se la considera como la prisión de más alta seguridad del estado, en ella se encuentran los más peligrosos convictos así como los más famosos.

### Academia de policía de Nueva Gales del Sur
La academia de policía de Nueva Gales del Sur fue reubicada en la ciudad en 1984